# Orleans (Massachusetts)
Orleans es un pueblo ubicado en el condado de Barnstable en el estado estadounidense de Massachusetts. En el Censo de 2010 tenía una población de 5.890 habitantes y una densidad poblacional de 100,43 personas por km².

## Geografía
Orleans se encuentra ubicado en las coordenadas 41°45′34″N 69°57′52″O / 41.75944, -69.96444. Según la Oficina del Censo de los Estados Unidos, Orleans tiene una superficie total de 58.65 km², de la cual 36.6 km² corresponden a tierra firme y (37.59%) 22.05 km² es agua.

## Demografía
Según el censo de 2010, había 5.890 personas residiendo en Orleans. La densidad de población era de 100,43 hab./km². De los 5.890 habitantes, Orleans estaba compuesto por el 96.57% blancos, el 0.9% eran afroamericanos, el 0.12% eran amerindios, el 0.76% eran asiáticos, el 0.02% eran isleños del Pacífico, el 0.51% eran de otras razas y el 1.12% pertenecían a dos o más razas. Del total de la población el 1.38% eran hispanos o latinos de cualquier raza.